# 費希爾 (伊利諾州)
费希尔（英語：Fisher）是位於美國伊利诺伊州尚佩恩縣的一個村落。

## 地理
费希尔的座標為40°18′57″N 88°20′55″W / 40.31583°N 88.34861°W，而該地最高點為海拔高度220米（即722英尺）。

## 人口
根據2010年美國人口普查的數據，费希尔的面積為3.43平方千米，當中陸地面積為3.43平方千米，而水域面積為0.00平方千米。當地共有人口1881人，而人口密度為每平方千米548人。